# Teimuraz Gabashvili
Teimuraz Gabashvili (n. 23 de mayo de 1985 en Tiflis, Georgia) es un jugador de tenis ruso nacido en Georgia. En 2015 es entrenado por Guillermo Cañas.

## Carrera
En el verano de 2007, llegó por primera vez a una final del circuito ATP. Fue en la modalidad de dobles, disputó el Torneo de Indianápolis junto al croata Ivo Karlović. Perdieron la final ante la pareja formada por el argentino Juan Martín del Potro y el estadounidense Travis Parrott. 
Una de sus mejores victorias fue en el US Open de 2007 cuando derrotó en primera ronda al 7.º preclasificado, el chileno Fernando González en 5 sets. Durante el cuarto set, Gabashvili sirvió para partido pero se puso muy nervioso y cometió 3 dobles faltas de forma consecutiva perdiendo ese set pero recuperándose en el siguiente y ganando el partido. Su mejor posición en el ranking fue N.º59 del mundo en 2009.

### Copa Davis
Ha formado parte del equipo ruso de Copa Davis pero no jugó ningún partido hasta el momento.

## Títulos 1; 0+1)

### Dobles (1)
| Leyenda                         |
| Grand Slam (0)                  |
| ATP Wourld Tour Finals (0)      |
| ATP Masters 1000 World Tour (0) |
| ATP World Tour 500 series (0)   |
| ATP World Tour 250 series (1)   |

| N.º | Fecha               | Torneo  | Superficie    | Pareja            | Rivales en la final     | Resultado |
| --- | ------------------- | ------- | ------------- | ----------------- | ----------------------- | --------- |
| 1.  | 11 de abril de 2015 | Houston | Tierra batida | Ričardas Berankis | Treat Huey Scott Lipsky | 6-4, 6-4  |

#### Finalista (1)
| N.º | Fecha               | Torneo       | Superficie | Compañero    | Oponentes en la final                | Resultado        |
| --- | ------------------- | ------------ | ---------- | ------------ | ------------------------------------ | ---------------- |
| 1.  | 29 de julio de 2007 | Indianápolis | Dura       | Ivo Karlović | Juan Martín del Potro Travis Parrott | 6-3, 2-6, [6-10] |